# 东北绣线梅
东北绣线梅（学名：Neillia uekii）为蔷薇科绣线梅属下的一个种。

## 扩展阅读
- 維基物種上的相關：东北绣线梅